# Stazione di Talamona
Stazione di Talamona vasútállomás Olaszországban, Lombardia régióban, Talamona településen.

## Vasútvonalak
Az állomást az alábbi vasútvonalak érintik:
- Tirano–Lecco-vasútvonal

## Kapcsolódó állomások
A vasútállomáshoz az alábbi állomások vannak a legközelebb:
- Stazione di Morbegno
- Stazione di Ardenno-Masino